# Online Cinema
《Online Cinema》（日语： Onrain Shinema）是Is.field制作的電視劇系列。全4話。第1話及第2話於2020年5月22日，第3話及第4話於5月29日在ABEMA（ABEMA SPECIAL頻道）播放。
受新型冠狀病毒感染症疫情影響，電視劇拍攝紛紛暫停，本劇演員及製作員工未有互相接触，從企画到演員試鏡、拍攝、編輯等，所有工程均為在線制作，不與其他人接触。製作方指，作品透過追求這種情況下帶來的娛樂，涵蓋懸疑、喜劇等各種類型，充滿原創性。
演員包括偶像及在電影、舞台活躍的年輕人。

## 第1話「致10年後的梨奈」

### 演員（第1話）
- 梨奈：村田寬奈[1]
- 平松來馬
- 横井翔二郎

### 製作人員（第1話）
- 企画/出品：嶋田豪
- 製作人：西前俊典
- AP：荒木聰
- 劇中歌：（村田寬奈）
- 選角：長谷部成彦（Creators.field）
- 製作：Is.field
- 監督、脚本：諸江亮

## 第2話「Go!Con!」

### 演員（第2話）
- 楓：高橋凛[1]
- 瀨戶祐介
- 相馬理
- 曾田陵介
- （假面女子）
- 岩田華怜

### 製作人員（第2話）
- 企画/出品：嶋田豪
- 製作人：西前俊典
- AP：荒木聰
- AD：德永崇志
- 劇中歌：
- 選角：長谷部成彦（Creators.field）
- 製作：Is.field
- 監督、脚本：藤田真一

## 第3話「Sucker Punch」

### 演員（第3話）
- 大和：水石亞飛夢[3]
- 忍：
- 奈菜：岡田佑里乃
- 浩二：長谷川大
- 良一：原澤侑高
- TAKATIN：太柱
- 的場絢香
- 林智香
- 小笠原好美
- 本田吉秀
- 榎木孝幸
- 增田裕介
- 肥後遼太郎
- 池畑暢平
- 荒木聰

### 製作人員（第3話）
- 企画/出品：嶋田豪
- 製作人：西前俊典、諸江亮
- AP：荒木聰
- AD：德永崇志
- 協力：Advance社
- 選角：Creators.field
- 製作：Is.field
- 監督/脚本：藤田真一

## 第4話「GIFT〜幸福之形〜」

### 演員（第4話）
- 瑞樹：久住小春[3]
- 淺川眞來
- 横山真史
- 吉田明加
- 松岡里英
- 高瀨英璃
- 渡邊裕也
- 佐古麻由美

### 製作人員（第4話）
- 企画/出品：嶋田豪
- 製作人：西前俊典
- 脚本：長谷部成彦
- 音楽：臼井友里繪
- AP：荒木聰
- 選角：Creators.field
- 製作：Is.field
- 監督：諸江亮

## 播放日程
| 播放回 | 播放日  | 日文標題     | 中文標題         | 監督     | 脚本       |
| ------ | ------- | ------------ | ---------------- | -------- | ---------- |
| 第1話  | 5月22日 |              | 致10年後的梨奈   | 諸江亮   | 諸江亮     |
| 第2話  | 5月22日 | Go!Con!      | Go!Con!          | 藤田真一 | 藤田真一   |
| 第3話  | 5月29日 | Sucker Punch | Sucker Punch     | 藤田真一 | 藤田真一   |
| 第4話  | 5月29日 |              | GIFT〜幸福之形〜 | 諸江亮   | 長谷部成彦 |

## 外部連結
- 第1話、第2話播放頁面（页面存档备份，存于） - ABEMA
- 第3話、第4話播放頁面（页面存档备份，存于） - ABEMA